# Dazincourt
Pour les articles homonymes, voir Albouy.
Joseph-Jean-Baptiste Albouy, dit Dazincourt est un acteur français né à Marseille le 11 décembre 1747 et mort à Paris le 28 mars 1809.

## Biographie
Élevé chez les oratoriens, Dazincourt entre au service du maréchal de Richelieu en 1766 et s'essaie à la comédie de société. Ayant décidé d'en faire sa profession, il quitte Paris en secret et se rend à Bruxelles pour suivre les conseils de D'Hannetaire, alors au sommet de sa réputation.
Après avoir joué au Théâtre de la Monnaie de 1771 à 1776, Dazincourt retourne à Paris et débute à la Comédie-Française le 21 novembre 1776 dans le rôle de Crispin des Folies amoureuses de Jean-François Regnard. Il devient sociétaire de ce théâtre en 1778 et le restera jusqu'à sa mort.
Le Mercure de France de décembre 1776 commente ainsi ses débuts : « Cet acteur a un talent formé, un jeu raisonné, beaucoup d'intelligence, de finesse & de vérité. Il est bon comédien, sans être farceur, & plaisant sans être outré ».
Dans la nuit du 2 septembre 1793, il fut arrêté, avec 12 autres acteurs du Théâtre-Français restés fidèles à la monarchie, en tant que « suspect », et enfermé à la prison des Madelonnettes, pour avoir joué une représentation théâtrale jugée séditieuse : Paméla.

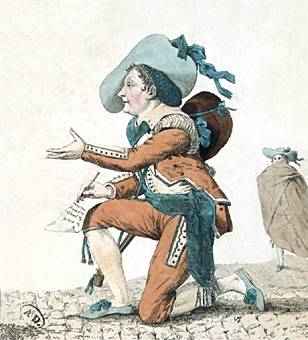
Dazincourt dans Le Barbier de Séville (1785)

Le plus grand rôle de Dazincourt aura été sans conteste celui de Figaro dans Le Mariage de Figaro et dans Le Barbier de Séville.
Il meurt le 28 mars 1809 à Paris, rue de Richelieu. Il est inhumé au cimetière de Montmartre (division 19). L'épitaphe de sa tombe fut rédigée par son amie dévouée et légataire universelle, la comédienne Eulalie Desbrosses. 
L'année de sa mort paraissent ses Mémoires publiés par Henri-Alexis Cahaisse (Paris: Favre, "Aux filles de mémoire", 1809).

## Théâtre

### Carrière à la Comédie-Française
Entrée en 1776
Nommé 172e sociétaire en 1778
- 1776 : Les Folies amoureuses de Jean-François Regnard : Crispin
- 1777 : L'Égoïsme de Jean-François Cailhava de L'Estandoux : Clermont
- 1777 : Eugénie de Beaumarchais : Drink
- 1777 : La Comtesse d'Escarbagnas de Molière : Jeannot
- 1777 : Le Barbier de Séville de Beaumarchais : La Jeunesse
- 1777 : Le Misanthrope de Molière : Dubois
- 1777 : Tartuffe de Molière : M. Loyal
- 1778 : L'Impatient d'Étienne-François de Lantier : Lisidore
- 1778 : Le Chevalier français à Londres de Claude-Joseph Dorat : Brinon
- 1778 : Le Chevalier français à Turin de Claude-Joseph Dorat : un exempt
- 1779 : Laurette d'après Jean-François Marmontel : Lafleur
- 1779 : Le Droit du seigneur de Voltaire : Champagne
- 1779 : Roséide ou l'Intrigant de Claude-Joseph Dorat : Duval
- 1779 : George Dandin de Molière : Colin
- 1779 : Les Plaideurs de Jean Racine : Dandin
- 1780 : La Réduction de Paris de Desfontaines-Lavallée : Brigard
- 1781 : La Discipline militaire du Nord d'Adrien-Chrétien Friedel : Falmouth
- 1781 : Le Chirurgien de village de Simon-Chauvot : Carillon
- 1781 : Le Jaloux sans amour de Barthélemy Imbert : Frontin
- 1781 : Le Rendez-vous du mari de Pierre-Nicolas André de Murville : Lafleur
- 1781 : Le Mariage forcé de Molière : Marphurius
- 1782 : Henriette ou la Fille déserteur de Mademoiselle Raucourt : sergent
- 1782 : L'Écueil des mœurs de Charles Palissot de Montenoy : l'abbé Flutet
- 1782 : L'Inauguration du Théâtre-Français de Barthélemy Imbert : un auteur comique
- 1782 : Le Flatteur d'Étienne-François de Lantier : Dubois
- 1782 : Le Satirique de Charles Palissot de Montenoy : Pasquin
- 1782 : Les Amants espagnols de Jean Siméon Beaugeard de Marseille : Gusman
- 1782 : Les Journalistes anglais de Jean-François Cailhava de L'Estandoux : Frank
- 1782 : La Comtesse d'Escarbagnas de Molière : Criquet
- 1783 : Le Déjeuner interrompu de Marie-Émilie de Montanclos : Frontin
- 1783 : Les Deux Amis ou le Négociant de Lyon de Beaumarchais : André
- 1783 : Les Marins ou le Médiateur maladroit de Desforges : Basile
- 1783 : Les Plaideurs de Jean Racine : L'Intimé
- 1784 : L'Avare cru bienfaisant de Jean-Louis Brousse-Desfaucherets : Jérôme
- 1784 : Le Mariage de Figaro de Beaumarchais : Figaro
- 1784 : Corneille aux Champs-Élysées de Honoré Jean Riouffe
- 1784 : Le Jaloux de Marc-Antoine-Jacques Rochon de Chabannes : Pasquin
- 1785 : L'Oncle et les tantes d'Adrien-Nicolas de La Salle : Pasquin
- 1785 : L'Épreuve délicate de Philippe-Antoine Grouvelle : Germain
- 1785 : L'Hôtellerie d'Antoine Bret : Armand
- 1786 : Le Chevalier sans peur et sans reproche de Jacques-Marie Boutet de Monvel : Arthur et le charbonnier chantant
- 1786 : Le Mariage secret de Jean-Louis Brousse-Desfaucherets : Williams
- 1786 : Le Portrait de Jean-Louis Brousse-Desfaucherets : Picard
- 1786 : L'Inconstant de Jean-François Collin d'Harleville : Crispin
- 1786 : La Physicienne de Pierre Latour de La Montagne : M. Poignardin
- 1786 : Les Coquettes rivales d'Étienne-François de Lantier : Dubois
- 1786 : Le Barbier de Séville de Beaumarchais : L'Éveillé, puis Figaro
- 1787 : Les Rivaux de Barthélemy Imbert : Fag
- 1788 : L'Entrevue d'Étienne Vigée : Frontin
- 1788 : La Belle-mère d'Étienne Vigée : Dumont
- 1788 : La Jeune épouse de Michel de Cubières-Palmezeaux : Germon
- 1788 : La Ressemblance de Nicolas-Julien Forgeot : Lazarille
- 1788 : Le Faux noble de Michel Paul Guy de Chabanon : Davon
- 1788 : Les Réputations de François-Georges Mareschal de Bièvre : premier journaliste
- 1788 : L'Inconséquent d'Étienne-François de Lantier : Dubois
- 1788 : L'Optimiste de Jean-François Collin d'Harleville : un postillon
- 1789 : Auguste et Théodore d'Ernest de Manteufel : Phlips[4]
- 1789 : Le Bourgeois gentilhomme de Molière : Covielle
- 1789 :  La Fausse apparence de Barthélemy Imbert : Dupré
- 1789 : Le Présomptueux de Fabre d'Églantine : Germon
- 1789 : Raymond V, comte de Toulouse de Michel-Jean Sedaine : Gavaudan
- 1790 : Le Philinte de Molière ou la Suite du Misanthrope de Fabre d'Églantine : Dubois
- 1790 : Le Réveil d'Épiménide à Paris de Flins des Oliviers : Gorgi et l'abbé
- 1790 : Le Souper magique de Pierre-Nicolas André-Murville : le Masque de fer
- 1790 : Les Dangers de l'opinion de Jean-Louis Laya : Picard
- 1790 : Les Trois noces de Nicolas Dezède : le bailli
- 1791 : La Liberté conquise de Harny de Guerville : Germain
- 1791 : Le Mari directeur de Flins des Oliviers : Séraphin
- 1791 : Les Victimes cloitrées de Jacques-Marie Boutet de Monvel : Picard
- 1791 : Monsieur de Crac dans son petit castel de Jean-François Collin d'Harleville : Verdac
- 1791 : Dorval ou le Fou par amour de Joseph-Alexandre de Ségur : Dumont
- 1792 : La Matinée d'une jolie femme d'Étienne Vigée : François
- 1792 : Le Faux insouciant de Louis-Jean Simonet de Maisonneuve : M. Thomas
- 1792 : Le Vieux célibataire de Jean-François Collin d'Harleville : Georges
- 1793 : L'Ami des lois de Jean-Louis Laya : M. Plaude
- 1793 : L'Épreuve de Marivaux : Frontin
- 1793 : Le Conteur ou les Deux postes de Louis-Benoît Picard : Dupré
- 1793 : Les Fausses Confidences de Marivaux : Dubois
- 1793 : Les Femmes de Charles-Albert Demoustier : Dubois
- 1793 : Paméla ou La Vertu récompensée de Nicolas François de Neufchâteau d'après Samuel Richardson : M. Longman
- 1799 : L'Abbé de L'Épée de Jean-Nicolas Bouilly : Dominique
- 1799 : L'Amour et la raison de Charles Pigault-Lebrun : Dumont
- 1799 : La Mère coupable de Beaumarchais : Figaro
- 1799 : La Dupe de soi-même de François Roger d'après Carlo Goldoni : Dubois
- 1799 : Les Projets de mariage d'Alexandre Duval : Pedro
- 1799 : Les Statuaires d'Athènes d'Antoine-François Rigaud : Dace
- 1799 : Les Tuteurs vengés d'Alexandre Duval : Dubois
- 1799 : Mathilde de Jacques-Marie Boutet de Monvel : Philippe
- 1800 : L'Heureuse erreur de Joseph Patrat : André
- 1800 : La Femme jalouse de Desforges : Blaizot
- 1800 : Les Deux poètes d'Antoine-François Rigaud : Jacquinet
- 1800 : Le Mariage supposé de Jean-Baptiste Lourdet de Santerre : Hubert
- 1800 : Les Mœurs du jour ou l'École des jeunes femmes de Jean-François Collin d'Harleville : François
- 1801 : L'Aimable vieillard d'Étienne Guillaume François de Favières et Auguste Creuzé de Lesser : Dumont
- 1801 : Le Confident par hasard de Louis-François Faur : Firmin
- 1802 : Édouard en Écosse d'Alexandre Duval : Tom
- 1802 : Juliette et Belcourt de Vincent Lombard de Langres : Firmin
- 1802 : Le Jeu de l'amour et du hasard de Marivaux : Pasquin
- 1803 : Le Veuf amoureux de Jean-François Collin d'Harleville : Valentin
- 1803 : Les Trois Sultanes ou Soliman II de Charles-Simon Favart : Osmin
- 1803 : Melpomène et Thalie de René de Chazet : Momus
- 1804 : Guillaume le Conquérant d'Alexandre Duval : un pêcheur
- 1804 : La Leçon conjugale de Charles-Augustin Sewrin et René de Chazet : Trenck
- 1805 : Le Tyran domestique d'Alexandre Duval : Picard
- 1806 : Le Politique en défaut de Charles-Augustin Sewrin et René de Chazet : Joseph
- 1807 : Le Parleur contrarié de Launay-Vasary : Frontin
- 1807 : Les Projets d'enlèvement de Théodore Pain : Lafleur
- 1808 : L'Assemblée de famille de François-Louis Riboutté : Fabrice
- 1808 : L'Homme aux convenances d'Étienne de Jouy : Dubois

## Écrits de Dazincourt
- Lettre des Comédiens Français à M. le président de l'Assemblée nationale, [s. l.], [s. n.], [1789], 3 p. (lire en ligne). — La lettre est datée du 24 décembre 1789 et signée : « Dazincourt, secrétaire. » Contient aussi un décret de l'Assemblée nationale concernant le corps électoral.
- Adresse des auteurs dramatiques à l'Assemblée nationale, prononcée par M. de La Harpe [et] Pétition des auteurs dramatiques à l'Assemblée nationale, [Paris], [s. n.], [1790], 46 p. — Document signé par de nombreux pétitionnaires, dont Dazincourt. Cette pétition a donné lieu à l'écrit suivant :
- Observations pour les Comédiens Français sur la pétition adressée par les auteurs dramatiques à l'Assemblée nationale, [Paris], Prault, 1790, 36 p. (lire en ligne). — Signées : Molé, Dazincourt et Fleury. Concerne les privilèges des sociétaires et leurs droits sur les pièces anciennes et nouvelles.
- Notice historique sur Préville... lue au Lycée le 19 nivôse an VIII, Paris, Imprimerie de Ballard, an viii [1800], 27 p. (lire en ligne).

## Source
- Base documentaire La Grange sur le de la Comédie-Française (pièces et rôles joués)